# Герб Широкої Балки
Герб Широкої Балки — офіційний символ села Широка Балка, затверджений рішенням Широкобалківської сільської ради від 21.12.2011 року № 157.
Автор герба — С.Корнієнко

## Опис та зміст символів
Герб села Широка Балка Білозерського району Херсонської області розміщений на іспанському щиті.
Щит перетятий: у верхньому синьому полі - золоте земляне укріплення, на якому золота фортеця з чотирма вежами, у нижньому червоному полі - золоте колосся, справа - золоте яблуко з листочком, зліва - грона винограду з листочком, у відділеній ввігнутою зеленою балкою, у синій основі - золота риба.
Щит увінчаний золотою сільською короною і поміщений у еклектичний картуш.
Золота фортеця з чотирма вежами символізує городище «Золотий Ріг» – пам’ятку археології національного значення.
Золоте колосся уособлює сільське господарство як основний вид заняття місцевих мешканців, грона винограду - традиції виноградарства та яблуко - традиції садівництва. Червоне поле символізує сонце.
Зелена ввігнута балка символізує балку, в якій розташоване село.
Синя основа з золотою рибою уособлює Дніпровсько – Бузький лиман та риболовні промисли.